# Chemotype
Het begrip chemotype of chemovar (afgekort als ct. respectievelijk cv.) duidt een in chemisch opzicht onderscheiden entiteit aan van een bepaalde plantensoort of micro-organisme, met een verschil in de chemische samenstelling van secundaire metabolieten. Dit zijn chemische stoffen die de organismen produceren, maar die niet noodzakelijk zijn voor de normale groei of de voortplanting van die organismen. Het verschil is te wijten aan externe invloeden vanuit het ecosysteem waarin de organismen voorkomen: verschillen in hoogte, vochtigheidsgraad, zonneschijn, bodemsamenstelling enz. 
Verschillende chemotypes van één plantensoort leveren bijvoorbeeld anders samengestelde etherische oliën op, met daarbij horende verschillen in eigenschappen en toepassingsmogelijkheden. Uiterlijk zijn er nauwelijks verschillen in de morfologie van chemotypes, enkel hun chemisch fenotype verschilt. Bij het gebruik van deze oliën, in de aromatherapie en parfumerie vooral, is de kennis van het chemotype van groot belang.

## Voorbeelden
Van rozemarijn levert het chemotype kamfer (Rosmarinus officinalis ct. kamfer) etherische olie die hoofdzakelijk kamfer bevat; het chemotype (ct.) verbenon levert etherische olie die minder kamfer maar meer verbenon bevat.

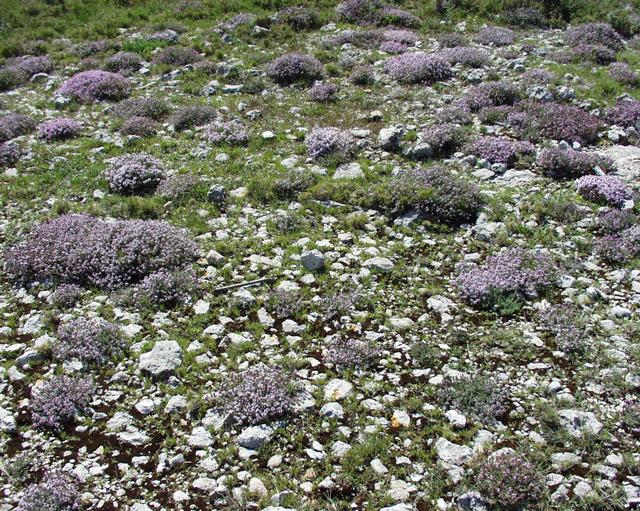
Echte tijm (Thymus vulgaris)

Van echte tijm zijn er minstens zes chemotypes bekend:
- Thymus vulgaris ct. carvacrol
- Thymus vulgaris ct. thymol
- Thymus vulgaris ct. geraniol
- Thymus vulgaris ct. linalol
- Thymus vulgaris ct. thujanol
- Thymus vulgaris ct. alpha-terpineol

De eerste twee leveren zogenaamde "rode" tijmoliën, met een hoog gehalte aan fenolen. De andere leveren zogenaamde "witte" of "zoete" olie, die vooral alcoholen bevat en die sterk verschillende eigenschappen heeft.